# Evangelische Fachstelle für Arbeits- und Gesundheitsschutz
Die Evangelische Fachstelle für Arbeits- und Gesundheitsschutz (EFAS) ist eine Einrichtung der EKD, die dafür sorgen soll, dass die Mitarbeiter in den Landeskirchen gut und sicher arbeiten können.  Unfälle sollen vermieden, arbeitsbedingte Erkrankungen verhindert, Arbeitsplätze gesundheitsförderlich gestaltet werden. Genau dabei unterstützen die Mitarbeiterinnen und Mitarbeiter der EFAS die Evangelische Kirche in Deutschland.